# Groot Terhorne

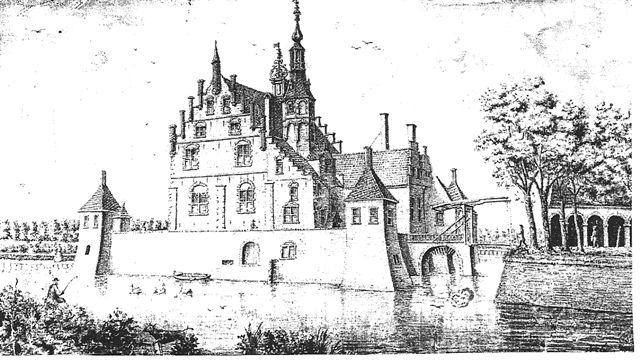
Afbeelding van Groot Terhorne door Nicolaas Ypeij in 1736

Groot Terhorne (ook wel: Martena State) was een Friese state tussen Beetgum en Beetgumermolen. De oudste vermelding dateert uit 1496, maar het bestond waarschijnlijk al langer. De state is in 1879 gesloopt. Het terrein waarop de state stond is nu een voetbalveld.

## Geschiedenis
Een van de eerste eigenaren van de state is Hessel van Martena, naar wie de state ook vernoemd is. Wanneer Hessel tijdens een reis naar Jeruzalem op Rhodos sterft, erft zijn dochter Lucia de state. Zij trouwde met Frederick von Grombach, een edelman uit Duitsland, welke samen met Keizer Karel V naar Nederland gekomen was. Maria, de dochter van Lucia erft de state vervolgens, en zij trouwt met Johann Onuphrius zu Schwarzenberg und Hohenlansberg. Maria von Grombach sterft in 1564 en haar man twintig jaar later. Hun zoon Georg Wolfgang erft Terhorne State. Tot 1868 blijft het in het bezit van het nageslacht van Georg.

## Ondergang
Georg Wolfgang Carel Duco baron thoe Schwarzenberg en Hohenlansberg is na 1868 eigenaar van de state wanneer zijn vader is overleden. Zijn vader ontving de Prins van Oranje en koning Willem III toen deze de tuinen van Terhorne State kwamen bekijken. In de jaren daarna gaat het economisch slecht. De inkomsten uit overheids- en diverse andere bestuursfuncties lopen terug. Ook blijkt de verdeling van het grondbezit onder de vier zoons niet gunstig ten opzichte van de financiën van de state. In 1864 is de bibliotheek verkocht, en acht en vijftien jaar later werden er bomen verkocht. Maar de instandhouding van de state blijkt onmogelijk. In 1879 wordt de state voor afbraak geveild en vervolgens gesloopt. Het park werd tot een weiland gemaakt.

## Heden
Momenteel is het een voetbalveld en er is niets meer van de oude state te zien. Wel wordt een wapensteen uit de toegangspoort van de state bewaard in het Fries Museum in Leeuwarden. Ook is de voormalige vijver nog duidelijk zichtbaar in het landschap.

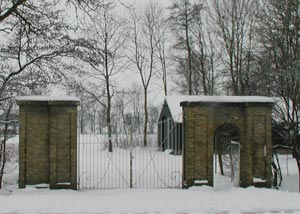
Toegangspoort in de sneeuw